# Lata roztropne
Lata roztropne łac. annos discretionis (także lata dojrzałe) – wprowadzona w XVI stuleciu kategoria wieku, w którym posiadało się pełną zdolność do czynności prawnych.

## Wejście w lata roztropne
Wiek dojrzały występował po wieku sprawnym. W prawie miejskim lata roztropne rozpoczynały się po ukończeniu dwudziestu jeden lat, natomiast w prawie ziemskim od dwudziestego czwartego roku życia. Dopuszczalne było również osiągnięcie lat dojrzałych przez osobę nieletnią w czasie, gdy musiała ona bronić swoich praw w procesie. W takiej sytuacji nieletni zyskiwał zdolność do czynności prawnych poprzez uzupełnienie wieku przywilejami królewskimi, co było możliwe dopiero po osiągnięciu przez niego piętnastego roku życia.

### Ograniczenia
Mimo osiągnięcia wymaganego wieku, nie wszyscy posiadali pełną zdolność do czynności prawnych. Ograniczoną zdolność mieli chłopi, marnotrawcy, niemi, głuchoniemi, osoby powyżej 70 lat lub poniżej 25, a także ludzie uznani za niepełnosprawnych umysłowo, którzy nie byli w stanie prawidłowo prowadzić swoich spraw majątkowych. Dla nich wszystkich mogła zostać powołana kuratela.
Sprawa zdolności do czynności prawnych kobiet różnie kształtowała się na przestrzeni wielu lat. Początkowo ograniczoną zdolność miały tylko panny i mężatki, natomiast wdowy od XIII w. uzyskiwały pełną zdolność do czynności prawnych. W XVI w. stanowisko prawne kobiet uległo osłabieniu, zaczęły one być traktowane na równi z osobami niepełnosprawnymi umysłowo, szalonymi, niemymi oraz głuchymi. Zbiór praw sądowych z 1778 wprowadził obowiązkową kuratelę dla wszystkich kobiet, zatem nie istniał dla nich odpowiednik lat roztropnych. Panny, mężatki, a także wdowy musiały znajdować się pod opieką mężczyzny.

## Zmiany związane z wejściem w lata roztropne
Osoby, które nie osiągnęły jeszcze wieku roztropnego, nie mogły być skazane na karę śmierci. Za szkody przez nie wyrządzone mieli płacić ich opiekunowie, którzy nadzorowali je do osiągnięcia lat roztropnych. Po osiągnięciu wieku roztropnego w pełni oraz samodzielnie odpowiadano za popełnione czyny. Wejście młodego człowieka w nową kategorię wieku przewidywało również zakończenie się trwającej nad nim władzy ojcowskiej. Ponadto poprzez uzyskanie pełnej zdolności do czynności prawnych zdobywano możliwość zostania m.in. prokuratorem.

### Różnice między latami sprawnymi a roztropnymi
Wprowadzenie nowej kategorii wiekowej (lat roztropnych) zawęziło możliwości wcześniej gwarantowane przez lata sprawne, tj. zdolność do dysponowania własnym majątkiem. W XVI w. zdolność tę nabywały już tylko osoby po uzyskaniu lat dojrzałych. Konstytucja z 1768 wprowadziła wymóg zgody ojca, lub kuratora, dla osoby w wieku sprawnym na wystawianie weksli, obciążanie dóbr, czynienie zapisów, zaciąganie pożyczek, branie towarów na kredyt oraz wstępowanie do większości klasztorów (wyjątkiem m.in. Zakon pijarów). Powyższe czynności były możliwe dla osoby, która osiągnęła lata dojrzałe.